# Collegio di Tooting
Tooting è un collegio elettorale situato nella Grande Londra, e rappresentato alla Camera dei comuni del Parlamento del Regno Unito. Elegge un membro del parlamento con il sistema first-past-the-post, ossia maggioritario a turno unico; l'attuale parlamentare è Rosena Allin-Khan del Partito Laburista, che rappresenta il collegio dal 2016.

## Estensione

Tooting dal 2010 al 2024

- 1974-1983: i ward del borgo londinese di Wandsworth di Bedford, Furzedown, Graveney, Springfield e Tooting.
- 1983-2010: come sopra, con in più Earlsfield e Nightingale
- 2010-2024: come sopra, meno Springfield, e con in più Wandsworth Common.
- dal 2024: i ward del borgo londinese di Wandsworth di Balham; Furzedown; South Balham; Tooting Bec; Tooting Broadway; Trinity; Wandle; Wandsworth Common ed una piccola parte di Wandsworth Town.[1]

Tooting rappresenta la parte sud-orientale del borgo londinese di Wandsworth. Come Tooting stesso, comprende anche i quartieri di Earlsfield, Furzedown e Streatham Park e parte di Balham. Il collegio comprende tutto il Wandsworth Common, uno spazio aperto rettangolare che dà il nome a uno dei sette ward. 

## Membri del parlamento
| Elezione | Elezione          | Deputato | Partito   |
| -------- | ----------------- | -------- | --------- |
|          | Feb 1974          | Tom Cox  | Laburista |
| 2005     | Sadiq Khan        |          | Laburista |
| 2016 (S) | Rosena Allin-Khan |          | Laburista |

## Elezioni

### Elezioni negli anni 2020
| Partito                    | Partito                                | Candidato                  | Risultati 4 luglio 2024 | Risultati 4 luglio 2024 |
| Partito                    | Partito                                | Candidato                  | Voti                    | %                       |
| -------------------------- | -------------------------------------- | -------------------------- | ----------------------- | ----------------------- |
|                            | Laburista                              | Rosena Allin-Khan          | 29 209                  | 55,17                   |
|                            | Conservatore                           | Ethan Brooks               | 9 722                   | 18,36                   |
|                            | Verdi                                  | Nick Humberstone           | 5 672                   | 10,71                   |
|                            | Lib Dem                                | Judith Trounson            | 4 438                   | 8,38                    |
|                            | Reform UK                              | Andrew Price               | 2 546                   | 4,81                    |
|                            | Workers                                | Tarik Hussain              | 807                     | 1,52                    |
|                            | Rejoin EU                              | Jas Alduk                  | 370                     | 0,70                    |
|                            | Indipendente                           | Davinder Jamus             | 179                     | 0,34                    |
|                            |                                        |                            |                         |                         |
| Iscritti                   | Iscritti                               | Iscritti                   | 76 082                  | 100,00                  |
| ↳ Votanti (% su iscritti)  | ↳ Votanti (% su iscritti)              | ↳ Votanti (% su iscritti)  | 52 943                  | 69,59                   |
| ↳ Astenuti (% su iscritti) | ↳ Astenuti (% su iscritti)             | ↳ Astenuti (% su iscritti) | 23 139                  | 30,41                   |
|                            |                                        |                            |                         |                         |
|                            | Esito: collegio confermato a Laburista |                            |                         |                         |

### Elezioni negli anni 2010
| Partito                    | Partito                                | Candidato                  | Risultati 12 dicembre 2019 | Risultati 12 dicembre 2019 |
| Partito                    | Partito                                | Candidato                  | Voti                       | %                          |
| -------------------------- | -------------------------------------- | -------------------------- | -------------------------- | -------------------------- |
|                            | Laburista                              | Rosena Allin-Khan          | 30 811                     | 52,69                      |
|                            | Conservatore                           | Kerry Briscoe              | 16 504                     | 28,22                      |
|                            | Lib Dem                                | Olly Glover                | 8 305                      | 14,20                      |
|                            | Verdi                                  | Glyn Goodwin               | 2 314                      | 3,96                       |
|                            | Brexit                                 | Adam Shakir                | 462                        | 0,79                       |
|                            | Social Democratico                     | Roz Hubley                 | 77                         | 0,13                       |
|                            |                                        |                            |                            |                            |
| Iscritti                   | Iscritti                               | Iscritti                   | 76 933                     | 100,00                     |
| ↳ Votanti (% su iscritti)  | ↳ Votanti (% su iscritti)              | ↳ Votanti (% su iscritti)  | 58 473                     | 76,01                      |
| ↳ Astenuti (% su iscritti) | ↳ Astenuti (% su iscritti)             | ↳ Astenuti (% su iscritti) | 18 460                     | 23,99                      |
|                            |                                        |                            |                            |                            |
|                            | Esito: collegio confermato a Laburista |                            |                            |                            |

| Partito                    | Partito                                | Candidato                  | Risultati 8 giugno 2017 | Risultati 8 giugno 2017 |
| Partito                    | Partito                                | Candidato                  | Voti                    | %                       |
| -------------------------- | -------------------------------------- | -------------------------- | ----------------------- | ----------------------- |
|                            | Laburista                              | Rosena Allin-Khan          | 34 694                  | 59,64                   |
|                            | Conservatore                           | Dan Watkins                | 19 236                  | 33,07                   |
|                            | Lib Dem                                | Alex Glassbrook            | 3 057                   | 5,26                    |
|                            | Verdi                                  | Esther Obiri-Darko         | 845                     | 1,45                    |
|                            | UKIP                                   | Ryan Coshall               | 339                     | 0,58                    |
|                            |                                        |                            |                         |                         |
| Iscritti                   | Iscritti                               | Iscritti                   | 77 971                  | 100,00                  |
| ↳ Votanti (% su iscritti)  | ↳ Votanti (% su iscritti)              | ↳ Votanti (% su iscritti)  | 58 171                  | 74,61                   |
| ↳ Astenuti (% su iscritti) | ↳ Astenuti (% su iscritti)             | ↳ Astenuti (% su iscritti) | 19 800                  | 25,39                   |
|                            |                                        |                            |                         |                         |
|                            | Esito: collegio confermato a Laburista |                            |                         |                         |

| Partito                    | Partito                                | Candidato                  | Risultati 16 giugno 2016 | Risultati 16 giugno 2016 |
| Partito                    | Partito                                | Candidato                  | Voti                     | %                        |
| -------------------------- | -------------------------------------- | -------------------------- | ------------------------ | ------------------------ |
|                            | Laburista                              | Rosena Allin-Khan          | 17 894                   | 55,92                    |
|                            | Conservatore                           | Dan Watkins                | 11 537                   | 36,05                    |
|                            | Verdi                                  | Esther Obiri-Darko         | 830                      | 2,59                     |
|                            | Lib Dem                                | Alex Glassbrook            | 820                      | 2,56                     |
|                            | UKIP                                   | Elizabeth Jones            | 507                      | 1,58                     |
|                            | Popoli Cristiani                       | Des Coke                   | 164                      | 0,51                     |
|                            | Monster Raving Loony                   | Alan "Howling Laud" Hope   | 54                       | 0,17                     |
|                            | Democratici                            | Graham Moore               | 50                       | 0,16                     |
|                            | Immigrants                             | Akbar Ali Malik            | 44                       | 0,14                     |
|                            | One Love                               | Ankit Love                 | 32                       | 0,10                     |
|                            | Indipendente                           | Zirwa Javaid               | 30                       | 0,09                     |
|                            | Indipendente                           | Zia Samadani               | 23                       | 0,07                     |
|                            | Give Me Back Emo                       | Bobby Smith                | 9                        | 0,03                     |
|                            | Indipendente                           | Smiley Smillie             | 5                        | 0,02                     |
|                            |                                        |                            |                          |                          |
| Iscritti                   | Iscritti                               | Iscritti                   | 74 701                   | 100,00                   |
| ↳ Votanti (% su iscritti)  | ↳ Votanti (% su iscritti)              | ↳ Votanti (% su iscritti)  | 32 048                   | 42,90                    |
| ↳ Astenuti (% su iscritti) | ↳ Astenuti (% su iscritti)             | ↳ Astenuti (% su iscritti) | 42 653                   | 57,10                    |
|                            |                                        |                            |                          |                          |
|                            | Esito: collegio confermato a Laburista |                            |                          |                          |

| Partito                    | Partito                                | Candidato                  | Risultati 7 maggio 2015 | Risultati 7 maggio 2015 |
| Partito                    | Partito                                | Candidato                  | Voti                    | %                       |
| -------------------------- | -------------------------------------- | -------------------------- | ----------------------- | ----------------------- |
|                            | Laburista                              | Sadiq Khan                 | 25 263                  | 47,19                   |
|                            | Conservatore                           | Dan Watkins                | 22 421                  | 41,89                   |
|                            | Verdi                                  | Esther Obiri-Darko         | 2 201                   | 4,11                    |
|                            | Lib Dem                                | Philip Ling                | 2 107                   | 3,94                    |
|                            | UKIP                                   | Przemek Skwirczyński       | 1 537                   | 2,87                    |
|                            |                                        |                            |                         |                         |
| Iscritti                   | Iscritti                               | Iscritti                   | 76 782                  | 100,00                  |
| ↳ Votanti (% su iscritti)  | ↳ Votanti (% su iscritti)              | ↳ Votanti (% su iscritti)  | 53 529                  | 69,72                   |
| ↳ Astenuti (% su iscritti) | ↳ Astenuti (% su iscritti)             | ↳ Astenuti (% su iscritti) | 23 253                  | 30,28                   |
|                            |                                        |                            |                         |                         |
|                            | Esito: collegio confermato a Laburista |                            |                         |                         |

| Partito                    | Partito                                | Candidato                  | Risultati 6 maggio 2010 | Risultati 6 maggio 2010 |
| Partito                    | Partito                                | Candidato                  | Voti                    | %                       |
| -------------------------- | -------------------------------------- | -------------------------- | ----------------------- | ----------------------- |
|                            | Laburista                              | Sadiq Khan                 | 22 038                  | 43,51                   |
|                            | Conservatore                           | Mark Clarke                | 19 514                  | 38,52                   |
|                            | Lib Dem                                | Nasser Butt                | 7 509                   | 14,82                   |
|                            | UKIP                                   | Strachan D. McDonald       | 624                     | 1,23                    |
|                            | Verdi                                  | Roy Vickery                | 609                     | 1,20                    |
|                            | Indipendente                           | Susan John-Richards        | 190                     | 0,38                    |
|                            | Cristiano                              | Shereen Paul               | 171                     | 0,34                    |
|                            |                                        |                            |                         |                         |
| Iscritti                   | Iscritti                               | Iscritti                   | 73 840                  | 100,00                  |
| ↳ Votanti (% su iscritti)  | ↳ Votanti (% su iscritti)              | ↳ Votanti (% su iscritti)  | 50 655                  | 68,60                   |
| ↳ Astenuti (% su iscritti) | ↳ Astenuti (% su iscritti)             | ↳ Astenuti (% su iscritti) | 23 185                  | 31,40                   |
|                            |                                        |                            |                         |                         |
|                            | Esito: collegio confermato a Laburista |                            |                         |                         |

### Elezioni negli anni 2000
| Partito                    | Partito                                | Candidato                  | Risultati 5 maggio 2005 | Risultati 5 maggio 2005 |
| Partito                    | Partito                                | Candidato                  | Voti                    | %                       |
| -------------------------- | -------------------------------------- | -------------------------- | ----------------------- | ----------------------- |
|                            | Laburista                              | Sadiq Khan                 | 17 914                  | 43,10                   |
|                            | Conservatore                           | James Bethell              | 12 533                  | 30,15                   |
|                            | Lib Dem                                | Stephanie M. Dearden       | 8 110                   | 19,51                   |
|                            | Verdi                                  | Siobhan M. Vitelli         | 1 695                   | 4,08                    |
|                            | Respect                                | Ali J. Zaidi               | 700                     | 1,68                    |
|                            | UKIP                                   | Strachan D. McDonald       | 424                     | 1,02                    |
|                            | Indipendente                           | Ian K. Perkin              | 192                     | 0,46                    |
|                            |                                        |                            |                         |                         |
| Iscritti                   | Iscritti                               | Iscritti                   | 70 510                  | 100,00                  |
| ↳ Votanti (% su iscritti)  | ↳ Votanti (% su iscritti)              | ↳ Votanti (% su iscritti)  | 41 568                  | 58,95                   |
| ↳ Astenuti (% su iscritti) | ↳ Astenuti (% su iscritti)             | ↳ Astenuti (% su iscritti) | 28 942                  | 41,05                   |
|                            |                                        |                            |                         |                         |
|                            | Esito: collegio confermato a Laburista |                            |                         |                         |

| Partito                    | Partito                                | Candidato                  | Risultati 7 giugno 2001 | Risultati 7 giugno 2001 |
| Partito                    | Partito                                | Candidato                  | Voti                    | %                       |
| -------------------------- | -------------------------------------- | -------------------------- | ----------------------- | ----------------------- |
|                            | Laburista                              | Tom Cox                    | 20 332                  | 54,09                   |
|                            | Conservatore                           | Alexander Nicoll           | 9 932                   | 26,42                   |
|                            | Lib Dem                                | Simon James                | 5 583                   | 14,85                   |
|                            | Verdi                                  | Matthew Ledbury            | 1 744                   | 4,64                    |
|                            |                                        |                            |                         |                         |
| Iscritti                   | Iscritti                               | Iscritti                   | 68 447                  | 100,00                  |
| ↳ Votanti (% su iscritti)  | ↳ Votanti (% su iscritti)              | ↳ Votanti (% su iscritti)  | 37 591                  | 54,92                   |
| ↳ Astenuti (% su iscritti) | ↳ Astenuti (% su iscritti)             | ↳ Astenuti (% su iscritti) | 30 856                  | 45,08                   |
|                            |                                        |                            |                         |                         |
|                            | Esito: collegio confermato a Laburista |                            |                         |                         |

## Risultati dei referendum

### Referendum sulla permanenza del Regno Unito nell'Unione europea del 2016
|             | Collegio    | Lasciare UE % | Rimanere in UE % |
| ----------- | ----------- | ------------- | ---------------- |
|             | Tooting     | 25,3%         | 74,7%            |
|             | Inghilterra | 53,3%         | 46,7%            |
| Regno Unito | 51,9%       | 48,1%         |                  |